# 흰귀주머니생쥐
흰귀주머니생쥐(Perognathus alticolus)는 주머니생쥐과에 속하는 설치류의 일종이다. 미국 캘리포니아주 남부의 샌 베르나디노 산맥과 테하차피 산맥의 토착종이다.